# Meißner Haus
Das Meißner Haus (auch Meissner Haus) ist eine Alpenvereinshütte auf einer Höhe von 1707 m ü. A. (nach eigenen Angaben 1720 m) in den Tuxer Alpen im österreichischen Bundesland Tirol. Die Hütte steht unter Denkmalschutz (Listeneintrag).
Das Schutzhaus der Kategorie I liegt an der Ostseite des Patscherkofels im hinteren Viggartal innerhalb der Gemeinde Ellbögen und gehört der Sektion Ebersberg-Grafing des Deutschen Alpenvereins.

## Geschichte
Das nahe dem Patscherkofel gelegene Meißner Haus wurde 1926 von der Sektion Meißen des Deutschen und Österreichischen Alpenvereins errichtet. Nach dem Ende des Zweiten Weltkrieges wurde die Alpenvereinshütte von der Sektion Innsbruck des Österreichischen Alpenvereins verwaltet. 1968 übernahm die bayerische DAV-Sektion Ebersberg-Grafing die Hütte und erwarb sie 1973.

## Zugänge
- Vom Parkplatz Mühltal (1039 m) dem Viggarbach folgen, Gehzeit ca. zwei Stunden
- Vom Parkplatz Oberellbögen (1150 m) einem ausgeschilderten Forstweg folgen, Gehzeit ca. zweieinhalb Stunden (auch mit einem Mountainbike möglich, Fahrzeit ca. 1 Stunde)
- Von Igls mit der Patscherkofelbahn zur Bergstation Patscherkofel (1950 m), ab dort über Boscheben und einen Steig, Gehzeit ca. eineinhalb Stunden

## Gipfel und Touren
Das Meißner Haus dient als Stützpunkt für die Besteigung mehrerer Gipfel wie z. B. der Kreuzspitze, dem Glungezer, dem Morgenkogel, der Viggarspitze und dem Patscherkofel.
Übergänge sind zur Glungezerhütte, der Lizumer Hütte und der Peeralm möglich.